# 병천
병천(丙倩, ? ~ 기원전 195년) 또는 병채(丙猜)는 전한 초기의 관료이다. 개국공신으로서 고원후(高苑侯)에 봉해졌다.

## 행적
고제가 거병하였을 때 사인(舍人)으로서 종군하였고, 진나라를 평정하였으며 중위가 되어 항우를 무찔렀다. 공적이 당려에 비견되었다.

## 출전
- 사마천, 《사기》 권18 고조공신후자연표(高祖功臣侯者年表)
- 반고, 《한서》 권16 고혜고후문공신표(高惠高后文功臣表) · 권19하 백관공경표(百官公卿表) 下

| 전임 주통 | 전한의 중위 기원전 201년 ~ 기원전 196년? | 후임 척새 |

|  | 전한의 고원후 기원전 201년 음력 7월 무술일 ~ 기원전 195년 | 후임 아들 고원간후 병득 |